# Driving Towards the Daylight
Driving Towards the Daylight é o décimo-primeiro álbum de estúdio do guitarrista de blues-rock estadunidense Joe Bonamassa.

## Faixas
1. "Dislocated Boy" - 6:38
2. "Stones in My Passway" - 3:57
3. "Driving Towards the Daylight" - 4:50
4. "Who's Been Talking?" - 3:28
5. "I Got All You Need" - 3:03
6. "A Place in My Heart" - 6:47
7. "Lonely Town Lonely Street" - 7:07
8. "Heavenly Soul" - 5:55
9. "New Coat of Paint" - 4:06
10. "Somewhere Trouble Don't Go" - 4:58
11. "Too Much Ain't Enough Love" (feat. Jimmy Barnes) - 5:35

| Críticas profissionais                                                      | Críticas profissionais |
| Avaliações da crítica                                                       | Avaliações da crítica  |
| Fonte                                                                       | Avaliação              |
| --------------------------------------------------------------------------- | ---------------------- |
| Allmusic                                                                    | [ 2 ]                  |
| Esta tabela precisa de ser acompanhada por texto em prosa. Consulte o guia. |                        |

## Paradas musicais
| Parada Musical (2012)  | Performance |
| ---------------------- | ----------- |
| The Billboard 200      | #23         |
| Top Blues Albums       | #1          |
| Top Independent Albums | #5          |
| Top Rock Albums        | #10         |